# Mike Stulce
Michael ("Mike") Stulce (* 14. července 1969 Killeen, Texas) je bývalý americký atlet, olympijský vítěz ve vrhu koulí.
Na mistrovství světa juniorů v roce 1988 získal stříbrnou medaili ve vrhu koulí. V roce 1990 si zlepšil osobní rekord na 21,82 m. Tento výkon však následně nebyl uznán, protože byl diskvalifikován pro použití dopingu na dva roky. Trest mu vypršel krátce před barcelonskou olympiádou v roce 1992. Zde zvítězil v soutěži koulařů výkonem 21,70 m. Zvítězil také na světovém halovém šampionátu v Torontu o rok později. V roce 1993 si také vytvořil osobní halový rekord ve vrhu koulí 21,77 m. Na světovém šampionátu ve Stuttgartu pod širým nebem ve stejném roce skončil mezi koulaři třetí, ale opětovně bylo u něho zjištěno použití dopingu a byl diskvalifikován doživotně.